# Opłakiwanie z Chomranic
Opłakiwanie z Chomranic – dzieło anonimowego artysty znanego w literaturze jako Mistrz Opłakiwania. Datowane jest na drugą ćwierć XV stulecia (ok. 1440). Cenny przykład malarstwa tablicowego w Małopolsce doby późnego gotyku.
Nazwę swoją obraz zawdzięcza miejscu w którym się znajdował, w małym wiejskim kościele w Chomranicach koło Nowego Sącza. Wcześniej prawdopodobnie znajdował się w Krakowie, w kościele Św. Krzyża na Kleparzu. Obecnie znajduje się w Muzeum Diecezjalnym w Tarnowie.

## Wygląd
Obraz ten został namalowany techniką tempery na desce. Przedstawia scenę Zdjęcia z Krzyża, w typie ikonograficznym zwaną Opłakiwaniem, temat ten zajmuje centralną część kompozycji – nad martwym Jezusem stoi Maria opłakująca śmierć Zbawiciela. Ciało Chrystusa spoczywa na prześcieradle, dźwigają je Nikodem i Józef z Arymatei. Opadające w bezwładzie ciało Pańskie jest wysmukłe, wiotkie, silnie zdynamizowane, co podkreślają skrzyżowane nogi i mocno pochylona głowa. Pełna smutku Maria modli się, pochyla się nad zmarłym, od strony kolorystycznej wraz z nim stanowi jedność, która ma ideową wymowę. Za Marią stoi Jan Ewangelista, który zwraca się do Marii Magdaleny trzymającej swój atrybut – puszkę na oleje do balsamowania ciała. Stojąca przy krzyżu Maria Kleofasowa kieruje swój wzrok na Maryję. W głębi stoją trzy krzyże w kształcie litery Tau, na samym środku Chrystusowy, który flankują dwa, na których wiszą łotrzy. Są nimi: Dyzma, który włącza się w pasyjną scenę, kierujący swój wzrok na Chrystusa, oraz Gesmas, którego ciało cechuje dramatyczny ruch.
Tło stanowi puncowany relief z motywem winorośli.
Od strony kolorystycznej artysta świadomie operował zarówno jasną jak i ciemną paletą barw. Barwy jasne wyznaczają leżący na prześcieradle Jezus, Maryja i łotrzy, utrzymane w tonacjach żółci i jasnych seledynów. O plastyczności tych postaci zadecydowała gra konturów i delikatnego, dość linearnego modelunku światłocieniowego. Bardziej zróżnicowana gama barw charakteryzuje ciemne barwy strojów; czerwone szaty Nikodema i Józefa z Arymatei, bordowe Marii Kleofasowej i Jana Ewangelisty oraz oliwkowa suknia Marii Magdaleny.

## Analiza
Porządek kompozycji obrazu oparty jest na kilku nieforemnych trójkątach, których boki podstaw można zarysować wzdłuż górnej i dolnej krawędzi dzieła. O takim układzie czynnikiem decydującym są kolory. Dolny trójkąt wyznacza grupa postaci w ciemnych walorowo szatach, którego wierzchołek stanowi postać Św. Jana Ewangelisty. Górny trójkąt tworzą jasne kolory ciał Chrystusa i łotrów, oraz Maryja. Różnica wysokości krzyży podkreśla taki układ kompozycji. O ile idealizowane twarze postaci cechuje podobny zarys, to w sposób bardzo wysublimowany Mistrz Opłakiwania podchodzi do szczegółów, na przykład to zjawisko można dostrzec w stroju Nikodema, z bogatym złocistym ornamentem, plastycznie drapowanych fałdach czapki, czy też laserunkowo malowanym perizonium Chrystusa. Roślinność, która została oddana drobiazgowo, zarówno na ziemi, jak w reliefie tła, świadczy o osiągnięciu realizmu przez artystę. Świadczy to również o dobrej znajomości techniki, oraz świadomym balansowaniu pomiędzy realizmem a idealizmem, które podyktowane było założeniami treściowymi, chodziło tu bynajmniej nie o wyeksponowanie dramatyzmu sceny, a o zmuszenie odbiorcy do kontemplacji i włączenia się w scenę.
Trudno jest dociec pochodzenie artysty. Forma obrazu może zdradzać znajomość dzieł z różnych środowisk artystycznych, przede wszystkim związanych ze sztuką włoskiego trecenta, zarówno malarstwa toskańskiego, jak sieneńskiego, z charakterystycznymi mu typami postaci i delikatnym światłocieniem, charakteryzują go także: wyszukany linearyzm, koloryt, umiejętność wyrażenia stanów duchowych, o znamiennej, statycznej ekspresji, opartej na spokojnym, pełnym wymowy i znaczenia geście czy postawie postaci. W dziele tym nie widać najmniejszej chęci przeniesienia zapisu z Biblii na obraz średniowiecznego życia.
Dzieło chomranickie wywarło wpływ na malarstwo małopolskie. Prawdopodobnie autor dzieła miał swoją pracownię, zwaną w literaturze warsztatem Mistrza Opłakiwania, z którego wywodzą się autorzy takich dzieł jak m.in. Opłakiwanie z Żywca, Opłakiwanie z Czarnego Potoku, Misericordia Domini ze Zbylitowskiej Góry, "Pietà" (obecnie w zbiorach Muzeum Narodowego w Warszawie). Obraz z Chomranic wywarł silny wpływ na wiele dzieł małopolskich, jak na przykład Opłakiwanie z Żywca czy Czarnego Potoku.